# André Simon
André Simon,  francoski dirkač Formule 1, * 5. januar 1920, Pariz, Francija, † 11. julij 2012, Évian-les-Bains, Haute Savoie, Francija.
André Simon je debitiral v sezoni 1951, ko je ob treh odstopih na Veliki nagradi Italije dosegel šesto mesto, s čimer je le za mesto zgrešil uvrstitev med dobitnike točk, je pa dosegel svojo najboljšo uvrstitev v karieri, ki jo je ponovil še na Veliki nagradi Italije v naslednji sezoni 1952. Po treh odstopih v sezoni 1955, je v sezoni 1956 dosegel eno deveto mesto, v sezoni 1957 eno enajsto mesto, za tem pa ni več dirkal v Formuli 1.

## Popoln pregled rezultatov
(legenda) (odebeljene dirke pomenijo najboljši štartni položaj, poševne pa najhitrejši krog, †-uvrščen kljub odstopu)
| Leto | Moštvo                    | Šasija             | Motor                    | 1       | 2       | 3   | 4       | 5       | 6       | 7     | 8       | Prv | Toč |
| ---- | ------------------------- | ------------------ | ------------------------ | ------- | ------- | --- | ------- | ------- | ------- | ----- | ------- | --- | --- |
| 1951 | Equipe Gordini            | Gordini Type 15    | Gordini Straight-4       | ŠVI     | 500     | BEL | FRA Ret | VB      | NEM Ret | ITA 6 | ŠPA Ret | -   | 0   |
| 1952 | Scuderia Ferrari          | Ferrari 500        | Ferrari Straight-4       | ŠVI Ret | 500     | BEL | FRA     | VB      | NEM     | NIZ   | ITA 6   | -   | 0   |
| 1955 | Daimler Benz AG           | Mercedes-Benz W196 | Mercedes-Benz Straight-8 | ARG     | MON Ret | 500 | BEL     | NIZ     |         |       |         | -   | 0   |
| 1955 | Officine Alfieri Maserati | Maserati 250F      | Maserati Straight-6      |         |         |     |         |         | VB Ret  | ITA   |         | -   | 0   |
| 1956 | André Simon               | Maserati 250F      | Maserati Straight-6      | ARG     | MON     | 500 | BEL     | FRA Ret | VB      | NEM   |         | -   | 0   |
| 1956 | Equipe Gordini            | Gordini Type 16    | Gordini Straight-6       |         |         |     |         |         |         |       | ITA 9   | -   | 0   |
| 1957 | Scuderia Centro Sud       | Maserati 250F      | Maserati Straight-6      | ARG     | MON DNQ | 500 | FRA     | VB      | NEM     | PES   |         | -   | 0   |
| 1957 | Ottorino Volonterio       | Maserati 250F      | Maserati Straight-6      |         |         |     |         |         |         |       | ITA 11  | -   | 0   |